# Тібекино
Тібекино (рос. Тибекино) — присілок в Ферзиковському районі Калузької області Російської Федерації.
Населення становить 2 особи. Входить до складу муніципального утворення село Ферзиково.

## Історія
Від 2004 року входить до складу муніципального утворення село Ферзиково

## Населення
| 2002 | 2010 | 2011 |
| ---- | ---- | ---- |
| 4    | ↗5   | ↘2   |